# Durchbruchblutung
Durchbruchblutung, auch Spotting genannt, ist die gynäkologische Bezeichnung für eine vaginale Blutung aus dem Uterus zwischen den menstruellen Perioden durch Östrogen- und Gestagenmangel (etwa aufgrund zu niedrig dosierter Kontrazeptiva oder als Nebenwirkung der Minipille bzw. einer nur Progesteron enthaltenden Antibabypille). Die Durchbruchblutung hat oft Schmier- oder Tropfcharakter und ist in ihrer Ausscheidungsmenge meist geringer als die herkömmliche Regelblutung, sollte aber immer diagnostisch geklärt werden, um eventuellen Erkrankungen wie einer unbemerkt gebliebenen Ansteckung mit Geschlechtskrankheiten oder Unterleibskrebs vorzusorgen.